# 朝阳宫
朝阳宫是一座清代建筑，原为佛寺，后改为道观，位于山西省大同市平城区古城内西北隅的古城街道（西街街道）朝阳寺社区朝阳寺街22号。
朝阳宫原名朝阳寺，创建于明弘治年间。1942年由道姑张圆英接管，改为坤道修行的道院，改名为朝阳宫。文革期间由街办工厂占用。1980年代恢复宗教用途。
朝阳宫大体保持原有风貌和格局，包括清代建筑大殿、大仙殿、过殿、南配殿、钟鼓楼，另有1990年以后新建的北配殿、元辰殿、文昌殿、祖师殿。
1981年2月24日，朝阳宫列为大同市文物保护单位。2016年6月6日，朝阳宫公布为第五批山西省文物保护单位，编号5-32，分类古建筑，时代为清。